# L'Aranyó
L'Aranyó és un poble del municipi dels Plans del Sió (Segarra) a la ribera del riu Sió, a 461 msnm, a 6 km de Cervera i gairebé deshabitat. Al castell del poble, edificat al segle xvi, hi va néixer l'escriptor Manuel de Pedrolo. També són destacables dues grans roques de sauló molt erosionades, no lluny del nucli urbà, conegudes com els pallers de pedra per la forma que tenen i que han donat peu a una llegenda popular. Fins a l'any 1974, l'Aranyó fou un municipi independent.
Pedrolo el va descriure de la següent forma: «Semblava un poble abandonat. Mai s'oïa cap veu, mai no es distingia cap llum.[…] La torre del castell es dreçava, ni massa alta ni massa esvelta, per damunt la massa quadrada, de pedra grisa».